# Imago Records
A Imago Records foi uma gravadora independente, que esteve ativa desde o fim dos anos 80 até o começo dos anos 90. Vários artistas lançaram os seus álbuns através da Imago Records, incluindo Henry Rollins, Aimee Mann, Paula Cole e Love Spit Love.
Apesar de construir um bom suporte financeiro e também de trabalhar com diversos artistas alternativos, a gravadora entrou em um sério problema financeiro quando, em dezembro de 1994, a Bertelsmann Music Group, que estava financeiramente por trás da Imago Records, parou de dar tanto suporte. Isso fez com que muitos artistas fossem atrás de novas gravadoras.

## Artistas
Todos os artistas a seguir lançaram álbuns pela Imago Records.
- Baby Animals
- Basehead
- Captain Hollywood Project
- Paula Cole
- Doctor Rain
- Dread Zeppelin
- Eden
- The Figgs
- Giant Sand
- Great White
- King of Fools
- Level 42
- Love Spit Love
- Aimee Mann
- Kylie Minogue
- Modern English
- Orangutang
- Pere Ubu
- Plan B
- Henry Rollins
- Nikolaj Steen
- John Waite
- Bone Club